# Gian Luigi Zampieri
Gian Luigi Zampieri (Roma, 10 de junio de 1965) es un director de orquesta italiano.

## Biografía
Estudió dirección de orquesta con Franco Ferrara y perfeccionó sus estudios con Francesco de Masi, Carlo Maria Giulini, Gennadi Rozhdestvensky y Leonard Bernstein, frecuentando los cursos de perfeccionamiento de la Accademia Nazionale "Santa Cecilia" de Roma y de la Accademia Musicale Chigiana de Siena, donde, en 1988, fue distinguido con el Diploma de Honor en dirección de orquesta.
Fue asistente de Gennadi Rozhdestvensky en la London Symphony Orchestra, en la BBC Symphony Orchestra y en los cursos de la Accademia Musicale Chigiana. Ha sido, además, asistente de Lorin Maazel.
En 2012 fue director artístico y musical de la Orquestra Sinfônica de Ribeirão Preto y director invitado de la Orquestra Sinfônica do Theatro da Paz de Belém.
Actualmente es el director asociado de la Orquestra Sinfônica de São Carlos.